# 宇宙を駆けるよだか
『宇宙を駆けるよだか』（そらをかけるよだか）は、川端志季による日本の漫画作品。『別冊マーガレット』（集英社）2014年10月号から2015年12月号まで連載された、単行本全3巻。
およびそれを原作としたドラマ。Netflixにより重岡大毅と神山智洋のダブル主演で実写ドラマ化され、2018年8月に配信された。

## あらすじ
明るくて容姿端麗な小日向“あゆみ”は、幼馴染で長年の思い人であった水本公史郎こと、“しろちゃん”に告白をされる。家族にも、友達にも、恋人にも恵まれたあゆみは順風満帆とも言える生活を手にし、期待を胸にしろちゃんとの初めてのデートの日を迎える。赤い月が出ている空の下、待ち合わせ場所に向かうあゆみに非通知の電話が掛かる。電話の相手は同じクラスの決して容姿が優れているとは言えない女子の海根然子。彼女の自殺予告に驚くあゆみは助けに行こうとするも、ビルから飛び降りる彼女の自殺現場に遭遇する。そして目を覚ますと、あゆみと海根の身体は入れ替わってしまっていた。
彼氏であるしろちゃんに、家族、そして友達まで奪われてしまったあゆみ。周りの誰からも入れ替わってしまったことに気付かれず、その容姿も相まって、みんなから疎まれ虐げられる学校生活を送る羽目になるが、文化祭準備の日に転機が訪れる。学年の人気者でしろちゃんの親友である火賀俊平があゆみと海根が入れ替わっていることに気付いたのだ。
元に戻る方法を模索しているうちに距離を近づけて行くあゆみと火賀。そんな二人の前に現れるのは入れ替わりを研究しているという宇金真緒。宇金によれば、入れ替わりをした人物は多数存在し、自身もまた入れ替わりをしたのだと語る。入れ替わりの条件は「赤月の日に行うこと」「なりたい相手に見られていること」「かならず死ぬこと」の三つ。しかし、それと同時に彼女が語るのは「同じことを繰り返しても元には戻れず、どちらかが死んでしまう」という衝撃の事実だった。

## 登場人物
小日向 あゆみ（こひなた あゆみ）
演 - 清原果耶
本作の主人公。容姿端麗で、家庭環境にも恵まれており、友達も多く、順風満帆とも言える生活を送っている。
人を容姿で判断することや、容姿に関して全く考えてたことがなかったが、海根と入れ替わることで中身ではなく、人は容姿で決めつけられてしまう事実に苦しむこととなる。幼少期、用具入れに閉じ込められてしまったことが原因で暗所恐怖症。
海根 然子（うみね ぜんこ）
演 - 富田望生
あゆみとは正反対とも言える生活を送っているクラスメイト。太っていて顔も整っておらず、周りからは「ブス」と言われ続け、中学時代からいじめを受け続けている。また、父親がある日突然自身と母親を捨てて家を出て行ったきり戻ってこなくなった。母親と2人でアパートに暮らしているが、その母親からも疎ましく思われており、コンプレックスを抱えている。
火賀 俊平（かが しゅんぺい）
演 - 重岡大毅
学年で人気者の男子。公史郎とは親友であり、よくつるんでいる。あゆみに片思いをしているが、打ち明けるより先に公史郎があゆみに告白したため、あゆみに対する気持ちはあったものの、一歩引いていた。しかし、最初にあゆみと海根が入れ替わっていることに気付く。テレビドラマ版では絶えず関西弁で話す設定。
水本 公史郎（みずもと こうしろう）
演 - 神山智洋
あゆみの幼馴染。あだ名は“しろちゃん”。テストでは学年一位の座を獲得するほど勉強が得意なのに加えて、体育の成績もよく、運動も得意。誰に対しても優しく接する人物で、クラスから虐げられていた海根にも平等に接する。
火賀ほどではないものの、学年での存在感は大きい。文化祭にて、あゆみと海根が入れ替わっていることに気づくも、あゆみと入れ替わった海根に対し、中身はどうでも良く、その姿のまま戻らなくても良いことを告げる。
宇金 真緒
演 - 関めぐみ
入れ替わりの原因となる赤月を研究している女性。彼女もまた入れ替わりを経験しており、彼女と入れ替わった相手が元の体に戻ろうとして、そのまま入れ替わりが成功せずに死亡したことから同じことを繰り返しても元には戻れないことをあゆみ達に語る。
海根 京子
演 - 中島唱子
然子の母親。夫に家を出て行かれてからというもの、然子に対しては冷たく接しており、便宜上は自殺未遂を起こした然子に対し、家に帰ると同時に引っぱたくなど、キツく当たっている。
あゆみの母
演 - 霧島れいか
あゆみの母親。ガーデニングが趣味。愛情を込めてあゆみを育てている。
あゆみの父
演 - 六角慎司
あゆみの父親。
稲木 律
演 - 鈴木美羽
土屋 マリア
演 - 久田莉子

## 書誌情報

### 漫画
- 川端志季 『宇宙（そら）を駆けるよだか』 集英社 〈マーガレットコミックス〉、全3巻
  1. 2015年2月25日発売[5]、『別冊マーガレット』2014年10月号[1] - 2015年2月号、ISBN 978-4-08-845351-4
  2. 2015年7月24日発売[6]、『別冊マーガレット』2015年3月号 - 7月号、ISBN 978-4-08-845420-7
  3. 2015年12月25日発売[7][8]、『別冊マーガレット』2015年8月号 - 12月号[2]、ISBN 978-4-08-845503-7

### 小説
- 原作・イラスト：川端志季、著者：百瀬しのぶ 『宇宙を駆けるよだか まんがノベライズ 〜クラスでいちばんかわいいあの子と入れかわれたら〜』 〈集英社みらい文庫〉、全1巻
  1. 2018年8月20日発売[9]、ISBN 978-4-08-321456-1

## 配信ドラマ
『宇宙を駆けるよだか』（英題：Switched）としてNetflixにて2018年8月1日に全世界同時独占配信された。全6話。重岡大毅と神山智洋のダブル主演。監督は松山博昭。キャッチコピーは「愛されるべきは外見か中身か」。

### キャスト

#### 主要人物
- 火賀俊平 - 重岡大毅（WEST.）
- 水本公史郎 - 神山智洋（WEST.）（幼少期：今井暖大[10]）
- 小日向あゆみ - 清原果耶[4]（幼少期：西澤愛菜[11]）
- 海根然子 - 富田望生[4]（幼少期：宮崎歩夢[12]）

#### 県立赤月高校
- 稲木律 - 鈴木美羽[13]
- 土屋マリア - 久田莉子[14]
- 宇野 - 駒井蓮
- 金村 - 森田望智[15]
- 川地 - 芝崎唯奈[16]
- 船木 - 金子雅[17]
- 土井 - 谷本琳音[18]
- 天田 - 川合諒[19]
- 海老原 - 伊島空[20]
- 星嶋 - 梶原颯[21]
- 太川 - 安田啓人[22]
- 望月 - 外山将平[23]
- 担任教師 - 堤匡孝[24]
- 古典教師 - 原田文明
- 英語教師 - 山元隆弘[25]

#### その他
- 小日向優香 - 霧島れいか[26]
- 小日向和輝 - 六角慎司[27]
- 宇金真緒 - 関めぐみ[28]
- 海根京子 - 中島唱子[29]
- インコの声/天ヶ瀬建造 - 森下能幸
- 王地 - 佃井皆美[30]
- 水本の母親 - みょんふぁ[31]
- リポーター - 太田真希[32]
- 医師 - 宇納佑[33]
- 看護師 - 山口奈緒[34]

### スタッフ
- 原作 - 川端志季『宇宙を駆けるよだか』(集英社マーガレットコミックス刊)
- 脚本 - 岡田道尚
- 音楽 - Ken Arai
- 主題歌 - ジャニーズWEST「アカツキ」
- プロデュース - 西坂瑞城、飯島章夫（Que）
- チーフプロデューサー - 保原賢一郎
- エグゼクティブプロデューサー - 坂本和隆
- 製作 - 清水一幸、間宮洋介（Que）
- 演出 - 松山博昭

### 配信日程
| 配信回 | 配信日 | サブタイトル | 配信分 |
| ------ | ------ | ------------ | ------ |
| 第1話  | 8月1日 | 自殺         | 44分   |
| 第2話  | 8月1日 | 裏切り       | 33分   |
| 第3話  | 8月1日 | 告白         | 39分   |
| 第4話  | 8月1日 | 罠           | 37分   |
| 第5話  | 8月1日 | 嘘           | 36分   |
| 第6話  | 8月1日 | 決断         | 44分   |

### 作品の評価
人物の「入れ替わり」を題材とした作品において「外見の美醜と内面の美醜」という重いテーマに焦点を当て、容姿のいい女子生徒が容姿に劣等感を持つ女子生徒と入れ替わることによって見えていなかった世界を痛感するシーンなど従来の「入れ替わり」ものの作品には見られなかったとして、地上波作品に匹敵するクオリティとの高評価を得た。容姿が入れ替わる女子生徒を一人二役で演じた富田望生と清原果耶の2人は、ともに入れ替わり前後の演じ分けが卓越しており、二人一役で演じたキャラクターは外見が異なっても「同一人物」であると納得できる説得力があるとして、「演技が秀逸」との評価を受けた。特に富田の演技は若き「実力派バイプレーヤー」などとして脚光を浴びた。